# Дудачкино
Дуда́чкино — деревня в Хваловском сельском поселении Волховского района Ленинградской области.

## История
На карте Санкт-Петербургской губернии Ф. Ф. Шуберта 1834 года упоминается деревня Дудачкина Гора, состоящая из 39 крестьянских дворов.

ДУДАЧКИНА ГОРА — деревня принадлежит генерал-лейтенанту Апрелеву, число жителей по ревизии: 116 м. п., 116 ж. п.. (1838 год)

Деревня Дудачкина Гора из 39 дворов отмечена на карте Ф. Ф. Шуберта 1844 года.

ДУДОЧКИНА ГОРА — деревня тайному советнику Апрелева, по просёлочной дороге, число дворов — 28, число душ — 118 м. п. (1856 год)

ДУДОЧКИНА ГОРА — деревня владельческая при колодце, число дворов — 41, число жителей: 122 м. п., 184 ж. п. (1862 год)

В 1868 году временнообязанные крестьяне деревни выкупили свои земельные наделы у И. Ф. Апрелева и стали собственниками земли.

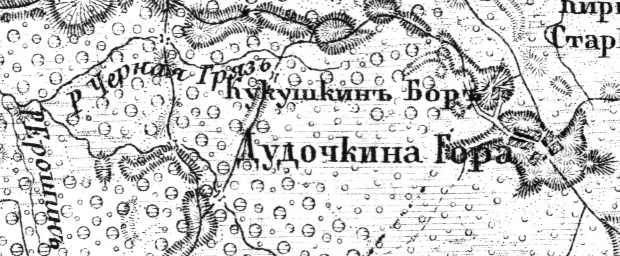
Деревня Дудачкино на карте Ф. Ф. Шуберта 1872 года

Согласно епархиальным сведениям 1899 года деревня называлась Дудочкина Гора и относилась к приходу Спасо-Преображенской церкви (ранее Николаевской, Николаевского Сясьского погоста) в селе Кусяги.
В конце XIX — начале XX века деревня административно относилась к Хваловской волости 2-го стана Новоладожского уезда Санкт-Петербургской губернии.
По данным «Памятной книжки Санкт-Петербургской губернии» за 1905 год деревня называлась Дудачкина-Гора и входила в Дудачкинское сельское общество.
Согласно военно-топографической карте Петроградской и Новгородской губерний издания 1915 года деревня называлась Дудочкина Гора.
С 1917 по 1923 год деревня Дудачкина Гора входила в состав Дудачкинского сельсовета Хваловской волости Новоладожского уезда.
Согласно карте Петербургской губернии издания 1922 года деревня называлась Дурочкина Гора.
С 1923 года в составе Логиновского сельсовета Колчановской волости Волховского уезда.
С 1924 года в составе Поддубского сельсовета.
С 1927 года в составе Волховского района.
С 1928 года в составе Урицкого сельсовета. В 1928 году население деревни составляло 310 человек.
Согласно карте Ленинградской области Северо-западного аэрогеодезического треста ГГУ издания 1932 года деревня называлась Дудачкино и насчитывала 31 крестьянский двор. К западу от деревни находилась ветряная мельница.
По данным 1933 года деревня называлась Дудачкино и входила в состав Урицкого сельсовета Волховского района, административным центром сельсовета была деревня Старково.
По данным 1936 года деревня Дудачкино являлась административным центром Урицкого сельсовета, в который входили 10 населённых пунктов, 258 хозяйств и 10 колхозов.
С 1 января 1940 года деревня Дудачкина Гора учитывается областными административными данными, как деревня Дудачкино.
С 1946 года в составе Новоладожского района.
В 1961 году население деревни составляло 103 человека.
С 1963 года вновь в составе Волховского района.
По данным 1966, 1973 и 1990 годов деревня Дудачкино входила в состав Хваловского сельсовета.
В 1997 году в деревне Дудачкино Хваловской волости проживали 29 человек, в 2002 году — 36 человек (русские — 89 %).
В 2007 году в деревне Дудачкино Хваловского СП — 46 человек.

## География
Деревня расположена в юго-восточной части района на автодороге 41К-372 (Дудачкино — Сырецкое).
Расстояние до административного центра поселения — 12 км.
Расстояние до ближайшей железнодорожной станции Колчаново — 30 км.
Деревня находится к северо-востоку от болота Дудачкин Мох у истока реки Ряча.

## Демография
| 1838 | 1862 | 1997 | 2007 | 2010 | 2017 |
| ---- | ---- | ---- | ---- | ---- | ---- |
| 232  | ↗306 | ↘29  | ↗46  | ↗52  | ↘25  |

### Национальный состав
Согласно данным Всероссийской переписи населения 2021 года в деревне проживали 9 человек, все русские.

## Религиозные здания
- Часовня Илии Пророка, деревянная (1995)
- Церковь Иоанна Прозорливого Египетского, деревянная (2005)
- Часовня Михаила Архангела, каменная (2007)
- Церковь Николая Чудотворца, каменная (2007)
- Часовня во имя святых воинов, благословленных Сергием Радонежским на битву в войске Димитрия Донского, каменная (2010)
- Церковь Михаила Архангела, деревянная (2011)
- Часовня Илии Пророка, деревянная (2016)
- Церковь Успения Пресвятой Богородицы, каменная (2017)[26].